# Kamil Bogacki
Kamil Jan Bogacki (ur. 6 lipca 1884 w Korczynie, zm. 13 lutego 1959 w Krośnie) – polski lekarz, wojskowy i urzędnik państwowy, oficer Legionów Polskich i Wojska Polskiego.

## Życiorys
Urodzony 6 lipca 1884 w Korczynie koło Krosna w rodzinie patriotycznej jako wnuk powstańca styczniowego i zesłańca syberyjskiego oraz syn Józefa i Amalii. Ukończył szkołę w Korczynie i I Gimnazjum w Rzeszowie (zdał maturę w roku 1902), po czym wyjechał do Wiednia, gdzie podjął studia filozoficzne i biologiczne, uzyskując tytuł doktora. Po ich ukończeniu przez rok uczył w gimnazjum w Przemyślu. W tym czasie ożenił się i w 1907 wraz z ciężarną żoną wyjechał do Stanów Zjednoczonych. Studiował medycynę na uniwersytetach w Cleveland i Princeton, a potem rozpoczął karierę naukową i w 1910, jeszcze w trakcie studiów, został pierwszym asystentem Katedry Histopatologii i Embriologii na Uniwersytecie Stanowym Michigan, Ann Arbor, a w 1912 doktoryzował się z zakresu medycyny i chirurgii na Western Reserve University w Cleveland i objął stanowisko pierwszego asystenta Kliniki Medycyny Wewnętrznej. Został też honorowym członkiem Towarzystwa Lekarzy Amerykańskich. W Princeton poznał i zaprzyjaźnił się z późniejszym prezydentem USA Thomasem W. Wilsonem, który był wykładowcą tej uczelni. Dzięki tej znajomości w 1915 pomógł Feliksowi Młynarskiemu, który w USA miał w tajemnicy przed Austriakami zabiegać o fundusze dla Legionów Polskich i przychylność tego kraju dla sprawy polskiej. Młynarski w czasie pobytu w Cleveland zamieszkał u Bogackiego, a później z jego pomocą napisał list do prezydenta Wilsona. Dzięki staraniom Bogackiego Wilson obiecał poparcie dla Legionów Polskich. W swoim orędziu z programem pokojowym wygłoszonym do Kongresu USA w styczniu 1918 zawarł punkt wskazujący na konieczność utworzenia niepodległego państwa polskiego.
W 1916 Bogacki wrócił potajemnie do Polski. Początkowo pełnił służbę w Legionach Polskich, od października 1916 jako naczelny lekarz w stopniu kapitana, a od października pracował w Izbie Chorych w Dęblinie, zaś miesiąc później został naczelnym lekarzem w szpitalu w Kozienicach. W 1917 mianowano go lekarzem garnizonowym w Warszawie, przez pewien okres równolegle pełnił jednocześnie funkcję chirurga w szpitalu fortowym w Warszawie. W 1917 w stopniu podporucznika wykładał medycynę i ratownictwo w Wyższym Kursie Szkoły Żandarmerii. W 1917 został awansowany na stopień kapitana.
Po przejęciu władzy w Polsce w 1918 Józef Piłsudski mianował Bogackiego kierownikiem Komisji Opieki w Ministerstwie Zdrowia, która organizowała leczenie i rehabilitację weteranów, a jednocześnie swoim osobistym lekarzem. Po zakończeniu wojny w listopadzie 1918 został przyjęty do Wojska Polskiego. Służył w Sekcji Opieki Ministerstwa Spraw Wojskowych. Z dniem 28 grudnia 1919 został przeniesiony do rezerwy. W sierpniu 1920 został awansowany na stopień majora rezerwy lekarza w korpusie oficerów sanitarnych ze starszeństwem z 1 czerwca 1919. W 1920 do Polski przyjechała jego rodzina. W 1923 nostryfikował dyplom w Collegium Medicum Uniwersytetu Jagiellońskiego i rozpoczął praktykę zawodową. W 1923, 1924 był oficerem rezerwowym 1 Batalionu Sanitarnego. W 1934 jako major rezerwy był w kadrze zapasowej 1 Szpitala Okręgowego i pozostawał wówczas w ewidencji Powiatowej Komendy Uzupełnień Warszawa Miasto III. Po śmierci Piłsudskiego w 1935 Bogacki zrezygnował z pracy dla administracji państwowej i skupił się na swojej praktyce lekarskiej, którą realizował w Warszawie. Po wybuchu II wojny światowej wrócił do rodzinnego Krosna i w czasie okupacji ratował Żydów, wydając im fałszywe zaświadczenia lekarskie oraz współpracował z Armią Krajową. Po wojnie nadal prowadził praktykę w Krośnie.

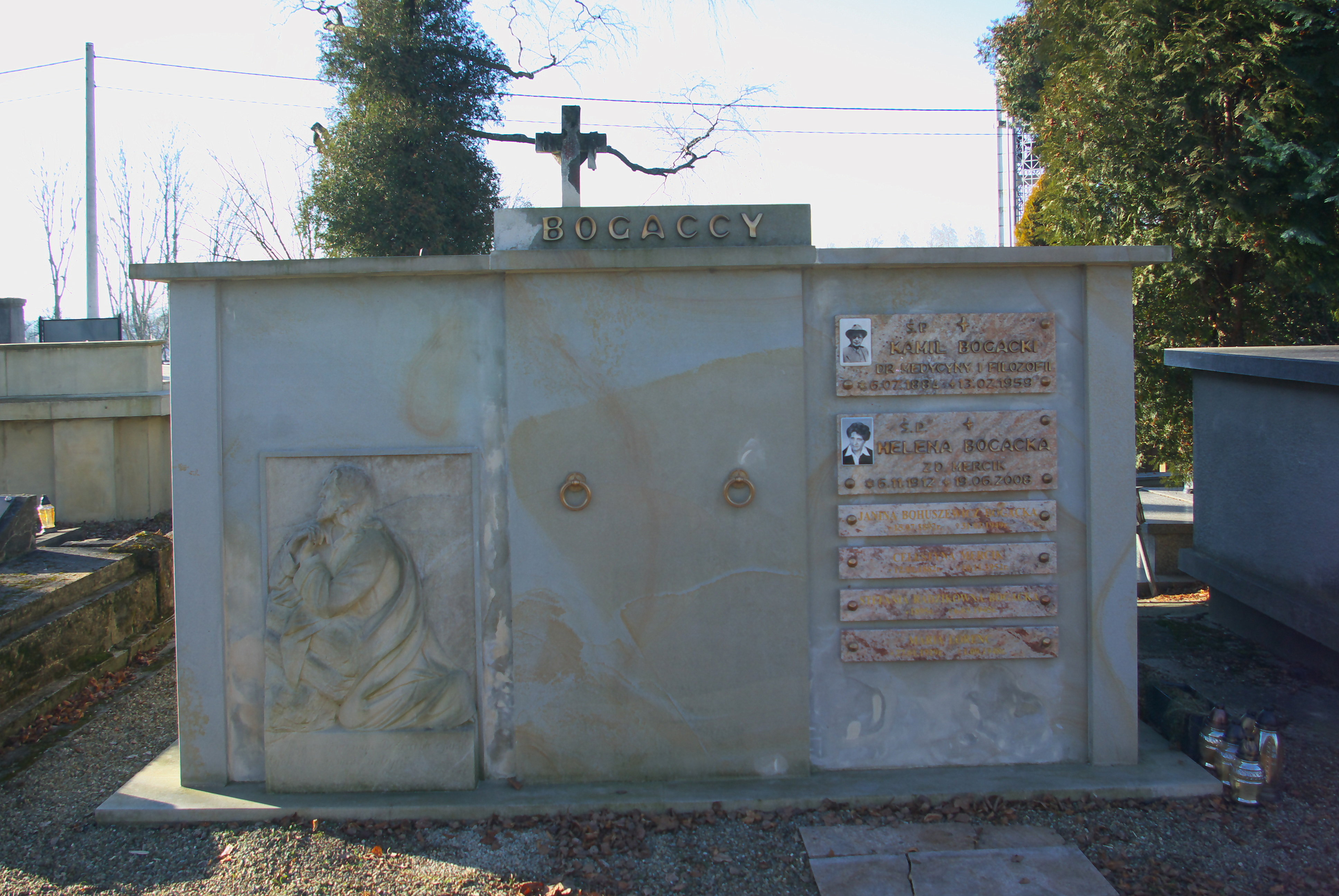
Grobowiec Bogackich

Zmarł 13 lutego 1959 w Krośnie i został pochowany na tamtejszym Cmentarzu Komunalnym.
Z małżeństwa z Marią Szwarce miał trzy córki: Kamilę Sadowską – sekretarkę premiera Władysława Sikorskiego, Marię i Bronisławę. Po zmianie wyznania na ewangelicko-reformowane i uzyskaniu rozwodu (3 marca 1920), poślubił w warszawskim kościele ewangelicko reformowanym 18 maja 1920 roku Janinę z Bohuszewiczów (1892-1949), kuzynka prezydenta Ignacego Mościckiego. Po raz trzeci ożenił się w 1951 z Heleną Mercik (1912-2008), z którą miał dwie córki Kamilę (ur. 1955) oraz Annę.
W Krośnie poświęcono mu tablicę pamiątkową przy ul. Sienkiewicza 2 i nazwano jego imieniem most na Lubatówce w ciągu ulicy Piłsudskiego, a w Rzeszowie odsłonięto poświęconą mu tablicę.

## Ordery i odznaczenia
- Krzyż Niepodległości[1]
- Krzyż Walecznych[1]